# Jacques Cartier (métro de Rennes)
Pour les articles homonymes, voir Jacques Cartier (homonymie).
Jacques Cartier est une station de la ligne A du métro de Rennes, située dans le quartier Villeneuve, à la limite avec le quartier Sainte-Thérèse - Quineleu, à Rennes dans le département français d'Ille-et-Vilaine en région Bretagne.
Mise en service en 2002, elle a été conçue par les architectes Philippe Lair et Jean-Paul Roynette.
C'est une station, équipée d'ascenseurs, qui est accessible aux personnes à mobilité réduite.

## Situation sur le réseau
Établie en souterrain (tunnel profond) sous l'intersection de la rue de l'Alma et du boulevard Jacques Cartier, la station Jacques Cartier est située sur la ligne A, entre les stations Gares (en direction de Kennedy) et Clemenceau (en direction de La Poterie).

## Histoire
La station Jacques Cartier est mise en service le 15 mars 2002, lors de l'ouverture à l'exploitation de la ligne A. Son nom a pour origine le boulevard Jacques Cartier, situé à proximité, du nom du célèbre explorateur français (1491-1557). Elle est réalisée par les architectes Philippe Lair et Jean-Paul Roynette qui ont dessiné une station sur un seul niveau, la salle des billets se situant au rez-de-chaussée d'un immeuble. 
La construction de la station débute en 1997.
Elle a été la première station atteinte par le tunnelier « Perceval » le 20 avril 1998 soit 98 jours et 428 mètres creusés après son départ de la station Clemenceau, sans rencontrer d'incidents. Il a quitté la station dix jours plus tard, en direction la station Gares. Elle a été construite de façon à pouvoir s'intégrer à un immeuble construit ultérieurement. Cet immeuble fut livré en 2012 et fait partie de la rénovation urbaine du quartier.
Le gros œuvre est terminé en août 1999 ; le second œuvre (sols, plafonds, garde-corps, portes palières, etc.) débute en mars 2000 et s'achève en février 2002, en même temps que les aménagements de surface,.
Elle est la quatorzième et avant-dernière station la plus fréquentée de la ligne A avec un trafic journalier cumulé de près de 6246 montées et descentes en 2009. Les études de fréquentation effectuées dans les années 1990 plaçaient cette station comme la treizième.

## Service des voyageurs

### Accès et accueil
La station est accessible depuis le rez-de-chaussée d'un immeuble, via deux accès, donnant dans la salle des billets et possède des escaliers et quatre ascenseurs, deux par quai. En revanche, elle ne dispose d'aucun escalier mécanique.
La station est équipée de distribteurs automatiques de titres de transport et de portillons d'accès couplés à la validation d'un titre de transport, opérationnels à partir du 1er décembre 2020 concomitamment au nouveau système billettique, afin de limiter la fraude. La décision de modification a été confirmée lors du conseil du 30 avril 2015 de Rennes Métropole.

Les accès et les environs la station
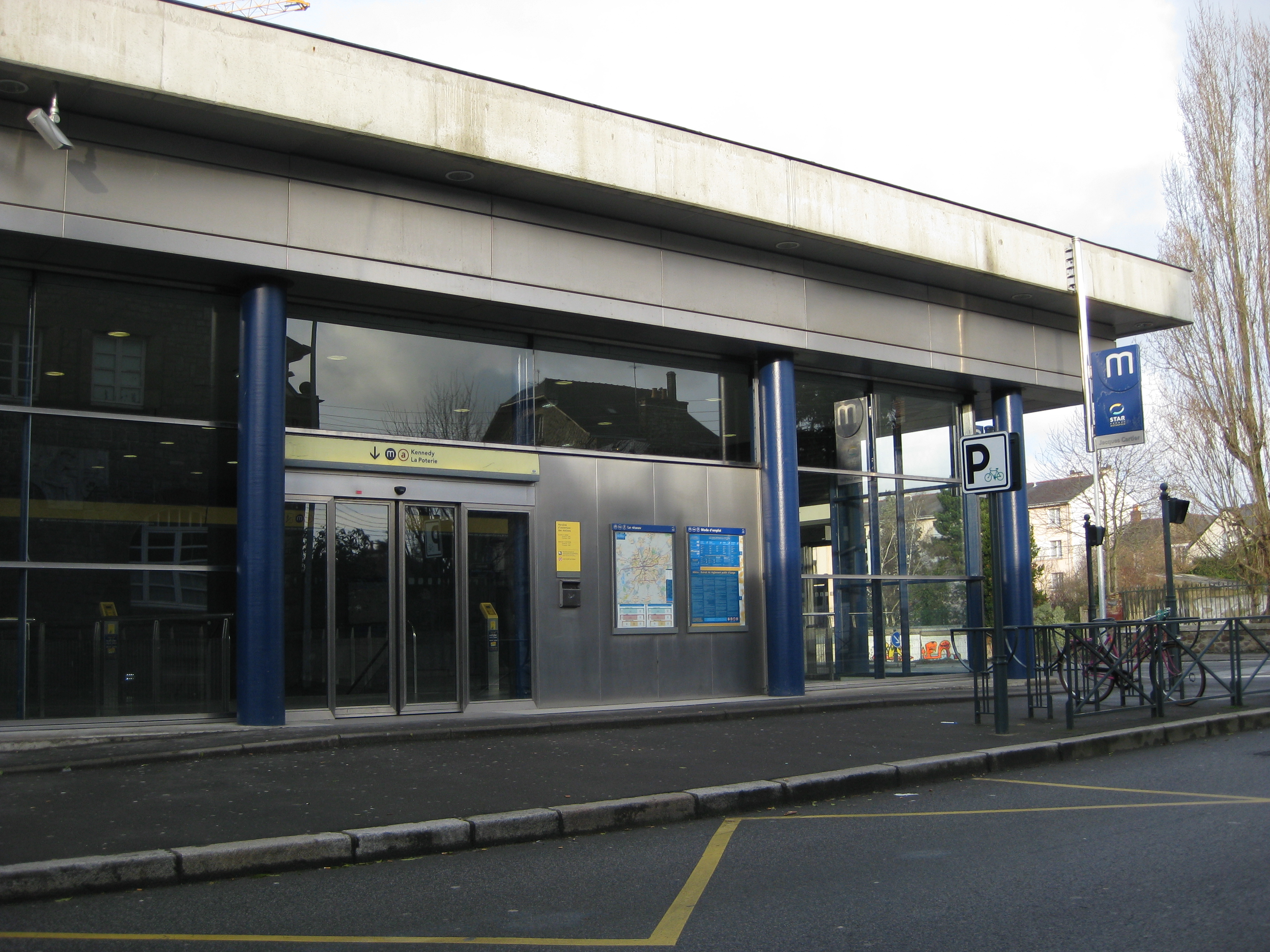
Entrée de la station, avant la construction de l'immeuble.
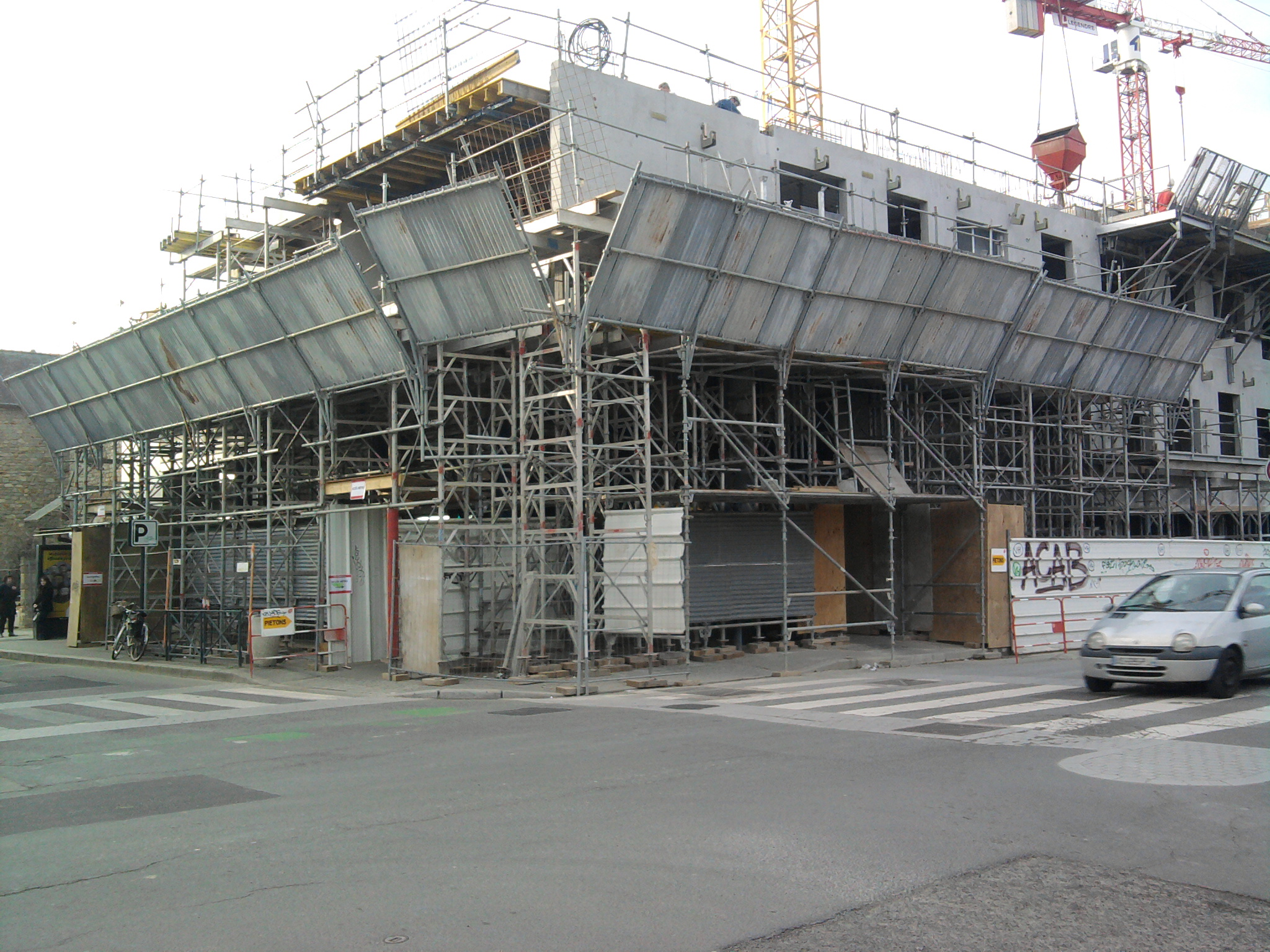
Construction de l'immeuble au-dessus de la station de métro. À gauche le boulevard Jacques Cartier et à droite la rue de l'Alma.
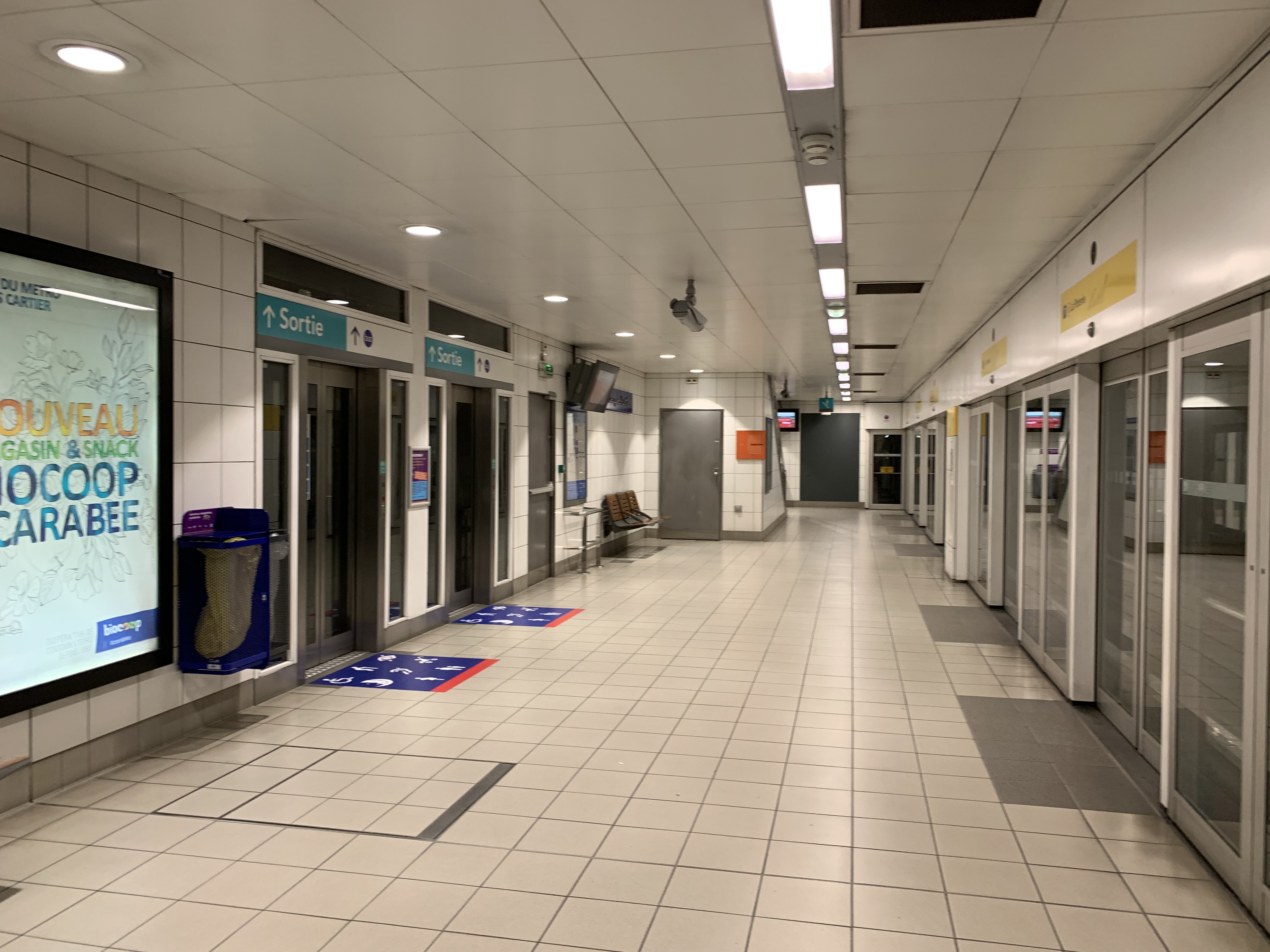
Quai de la station en direction du terminus La Poterie.

### Desserte
Jacques Cartier est desservie par les rames qui circulent quotidiennement sur la ligne A, avec une première desserte à 5 h 25 (7 h 35 les dimanches et fêtes) et la dernière desserte à 0 h 38 (1 h plus tard les nuits des jeudis aux vendredis, vendredis aux samedis et des samedis aux dimanches).

### Intermodalité
Des stations STAR, le vélo et Citiz Rennes Métropole existent à proximité de la station,.
Elle est desservie par les lignes de bus C3 et 12 et la nuit par la ligne N2.

## À proximité
La station dessert notamment :
- la place Thérèse Pierre ;
- le centre pénitentiaire pour femmes de Rennes ;
- l'ancienne prison Jacques-Cartier.